# Urszula Kozioł

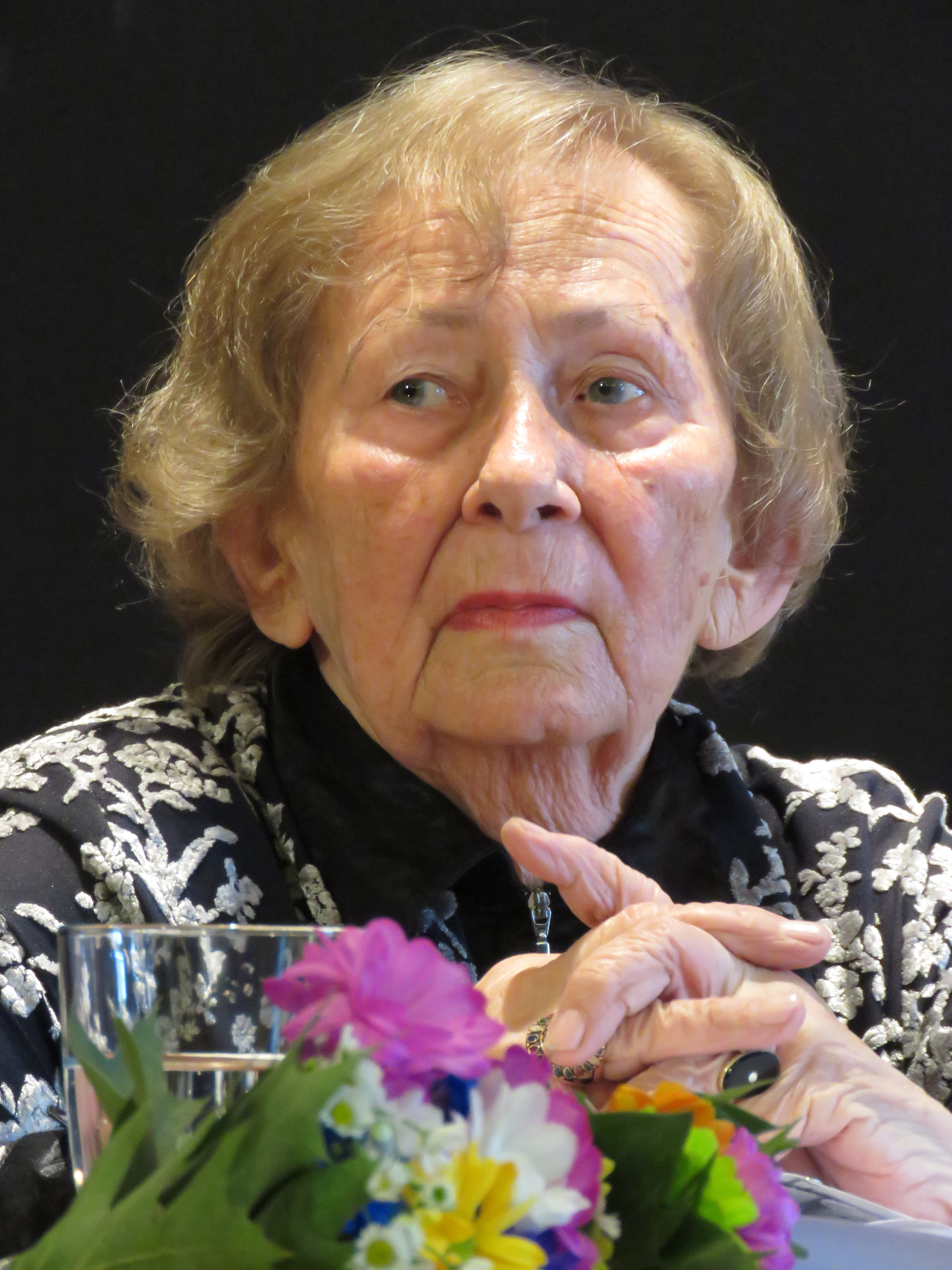
Urszula Kozioł (2016)

Urszula Kozioł, pseudoniemen: Antooni Migacz, Mirka Kargol, Faun, U.K. en Uka (Rakówka, 20 juni 1931 – Breslau, 20 juli 2025) was een Poolse dichteres, schrijver van feuilletons en dramaturg.

## Leven
Kozioł beëindigde in 1953 haar studie Poolse taal en letterkunde aan de universiteit van Wrocław. In dat jaar verschenen haar eerste gedichten in de krant Gazeta Robocnicza (Arbeiderskrant, van oorsprong uit 1891, sociaaldemocratisch en Pools-Duits).
In 1957 verscheen haar eerste dichtbundel Gumowe klocki (Rubberblokken). Sindsdien wordt ze wel gerekend tot de ‘zilveren generatie’ (pokolenie Współczesności). Sinds 1958 publiceerde zij in het tijdschrift Odra (Oder). Sinds 1972 kreeg zij daar de leiding. 
Toch wordt vooral haar in 1963 gepubliceerde tweede dichtbundel, W rytmie korzeni (In het ritme van wortels), als haar doorbraak gezien. Haar gedicht ‘Recept voor een Vleesgerecht’ in die bundel is zowel poëtisch als vervreemdend: De laatste zin (En een gebogen nek) refereert aan de opvatting dat de plaats van de vrouw in de keuken is.
Ze publiceerde verder in het tijdschrift Współczesność (Heden, vandaag), het weekblad Tygodnik Kulturaln'y (Cultureel weekblad) en het tijdschrift Poezja (dichtkunst). 
Haar prozaverhaal Postoje pamięc'i (Plaatsen van herinnering) uit 1964/5 gaat over het meisje Mirka, dochter van een leraar, die gedurende de Tweede Wereldoorlog opgroeit in een klein dorp. Czesław Miłosz vond dit een zeer authentiek verslag over het dorpsleven in die tijd.
Kozioł woonde in Wrocław. Ze overleed op 20 juli 2025 op 94-jarige leeftijd.

## Gedicht
RECEPT VOOR EEN VLEESGERECHT

Je hebt alleen een mes nodig

je hebt een gladde steen nodig

streel het rotsblok met het scherp tot het rotsblok antwoordt

het mes moet geruisloos zijn en zijn glans soepel

het moet de harde tederheid en de nerven van de hand opnemen

Daarna is alles makkelijk

Een stronk Een plank Een snufje zout

Groen voor de ogensmaak

En een laurierblaadje

Daarna is alles gewoon

Want het zit hem in de kruiden

(Denk ook aan de schotel en de kleurencombinatie)

Tegenwoordig vind je makkelijk vuur dankzij Prometheus

Als je maar een mes en een steen hebt

En een gebogen nek

## Werk (in het Pools)

### Poëzie
•	Gumowe klocki, 1957 (Rubberen blokken)

•	W rytmie korzeni, 1963 (Ritme van wortels)

•	Smuga i promień, 1965 (Strepen en stralen)

•	Lista obecności, 1967 (Aanwezigheidslijst)

•	Poezje wybrane, 1969 (Bloemlezing) 

•	W rytmie słońca, 1974 (Ritme van de zon)

•	Wybór wierszy, 1976 (Gekozen regels)

•	Poezje wybrane, 1985 (Bloemlezing)

•	Wybór wierszy, 1986 (Gekozen regels)

•	Żalnik, 1989 (Associaties)

•	Dziesięć lat przed końcem wieku, ca. 1990 (Tien jaar voor het einde van de eeuw)

•	Postoje słowa, 1994 (Woordhalte)

•	Wielka pauza, 1996 (Grote onderbreking)

•	Wiersze niektóre, 1997 (Enkele gedichten)

•	W płynnym stanie, 1998 (In vloeibare toestand)

•	Stany nieoczywistości, 1999 (Niet voor de hand liggende staten)

•	Supliki, 2005 (Verzoek)

•	Przelotem, 2007 (Vlucht)

•	Horendum, 2010 (Oogpuistje)

•	Fuga (1955–2010), 2011 (Fuga)

•	Klangor, 2014 (Getrompetter)

•	Ucieczki, 2016 (Ontsnappingen)

### Proza
•	Postoje pamięci, 1964 (Het geheugen stopt) 

•	Ptaki dla myśli, 1971 (Vogelgedachten)

•	Noli me tangere, 1984 (Raak me niet aan)

### Feuilletons
•	Z poczekalni, 1978 (Uit de wachtkamer)

•	Osobnego sny przypowieści, 1997 (Een gedroomde gelijkenis)

### Drama
•	Gonitwy, 1972 (Vervolgingen)

•	Kobieta niezależna, 1976 (Onafhankelijke vrouw)

•	Biało i duszno (układ dramatyczny), 1977 Grauw en benauwd (dramatisch arrangement)

•	Król malowany, 1978 (Geschilderde koning)

•	Narada familijna, 1978 (familieraad)

•	Przewany wykład, 1978 (Verwachte lezing)

•	Weekend, 1981 (Weekend)

•	Spartolino, czyli jak Rzempoła ze szwagrem Pitołą stracha przydybali, 1982 (Spartolino, of hoe Rzempoła en zijn zwager Pitoła de angst vatten)

•	Trzy światy, 1982 (Drie werelden)

•	Podwórkowcy, 1983 (Koeriers)

•	Psujony, 1985 (Kapot)

•	Magiczne imię, 1985 (Een magische naam)
- Bibliothèque nationale de France: cb12175080r (data)
- CiNii: DA1482083X
- Gemeinsame Normdatei: 115840478
- International Standard Name Identifier: 0000 0000 8100 824X
- Library of Congress Control Number: n84064996
- Nationale Bibliotheek van Tsjechië: ola2003196282
- Nationale Bibliotheek van Israël: 987007406024405171
- Nationale en Universitaire bibliotheek Zagreb: 000048739
- Nederlandse Thesaurus van Auteursnamen: 070380430
- LIBRIS: 308187
- Système universitaire de documentation: 03030816X
- Virtual International Authority File: 22183615
- WorldCat: E39PBJm4QbPKWfcfrRpKB7HHmd